# Louth (cratère)
Pour les articles homonymes, voir Louth.
Louth est un cratère d'impact de 36,3 km de diamètre, de la Planum Boreum (plaine polaire glacière nord) de la planète Mars. Il est connu pour sa zone de glace d'eau résiduelle centrale de 10 km de diamètre. Il est nommé depuis 2007 d'après le village de Louth (en) du comté de Louth en Irlande.

## Histoire

### Cratère d'impact
Ce cratère d'impact de 36 km de large et de 2 km de profondeur, est aperçu pour la première fois en 1975, sur le sol martien, par le programme Viking de la NASA. Il se situe dans le quadrangle de Mare Boreum de la région martienne Vastitas Borealis, une vaste plaine qui couvre une grande partie des latitudes les plus septentrionales de Mars, proche de la calotte polaire martienne nord. 

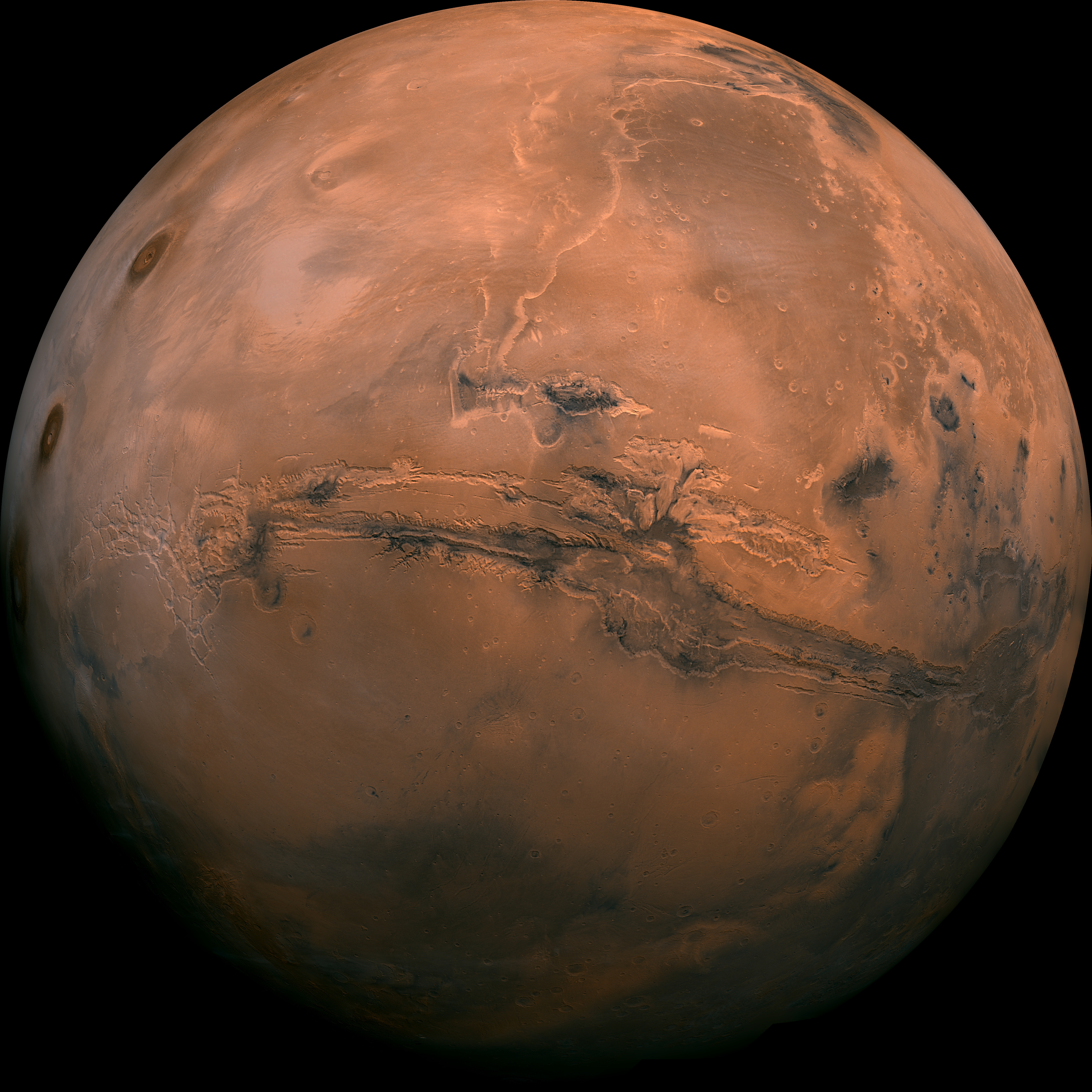
Mars
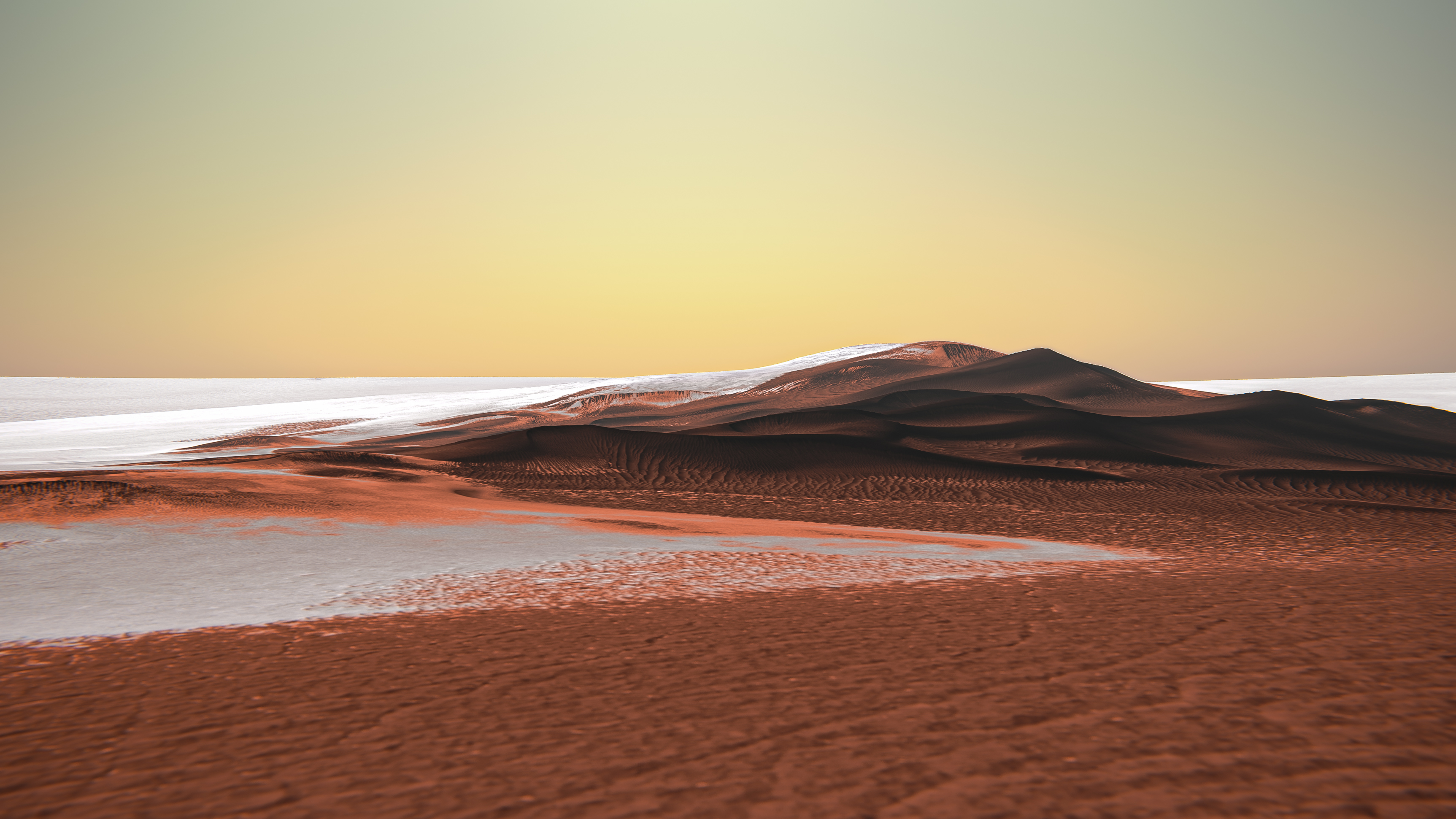
Vue d'artiste du monticule de glace d'eau du cratère de Louth
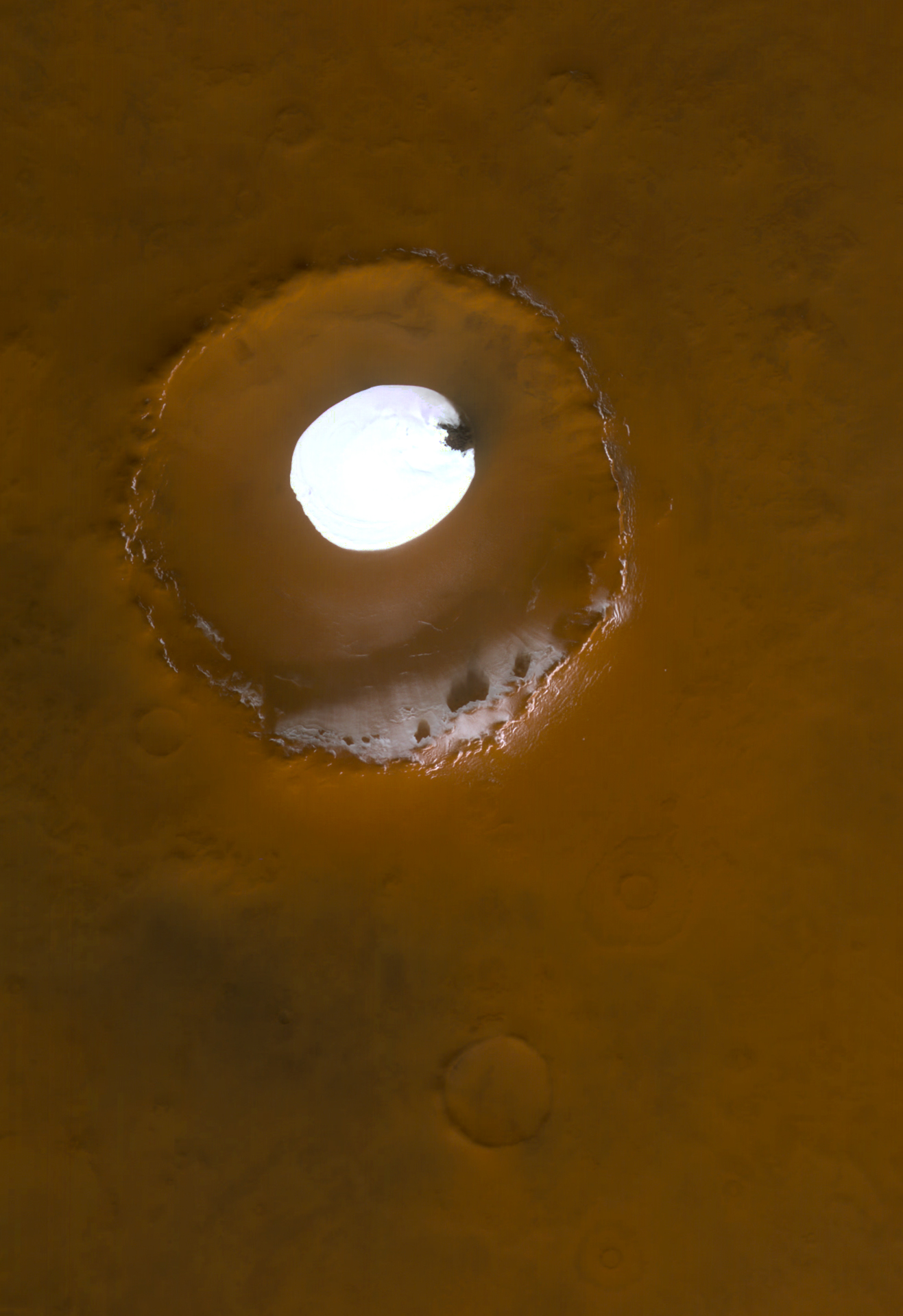
Mars Express (2005).

Il est depuis étudié et photographié entre autres par des sondes spatiales en orbite autour de Mars, telles que 2001 Mars Odyssey (2002), Mars Express (2003) ou Mars Reconnaissance Orbiter (2005).

### Monticule de glace d'eau
La zone quasi-circulaire de matière brillante persistante de 10 km de diamètre, située au centre du cratère, est identifiée en 2006 comme étant constituée de glace d'eau résiduelle, grâce à l'analyse des données du système d'imagerie thermique Thermal Emission Imaging System (en) (THEMIS) de la sonde 2001 Mars Odyssey de la NASA. 

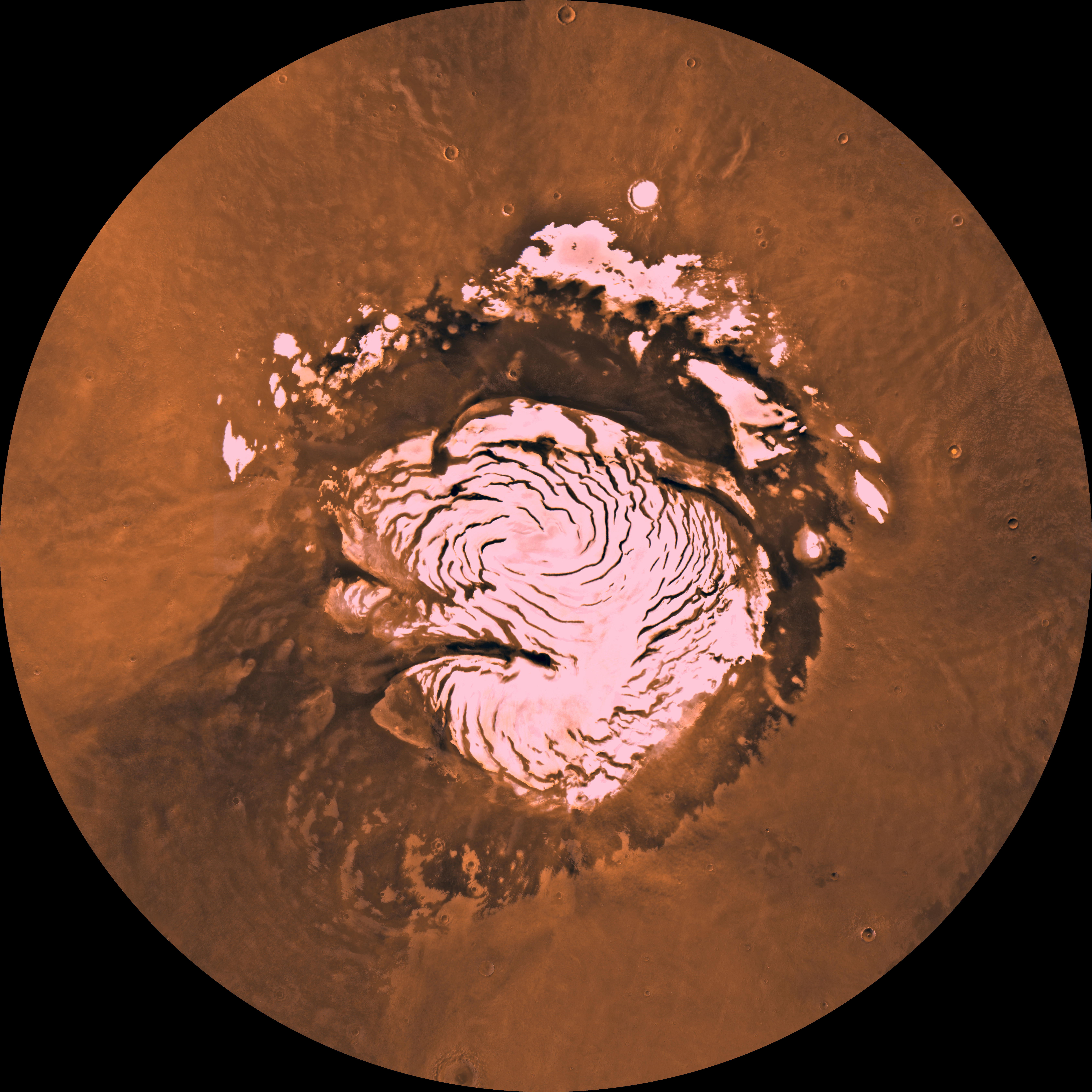
Planum Boreum (calotte polaire glacière nord)
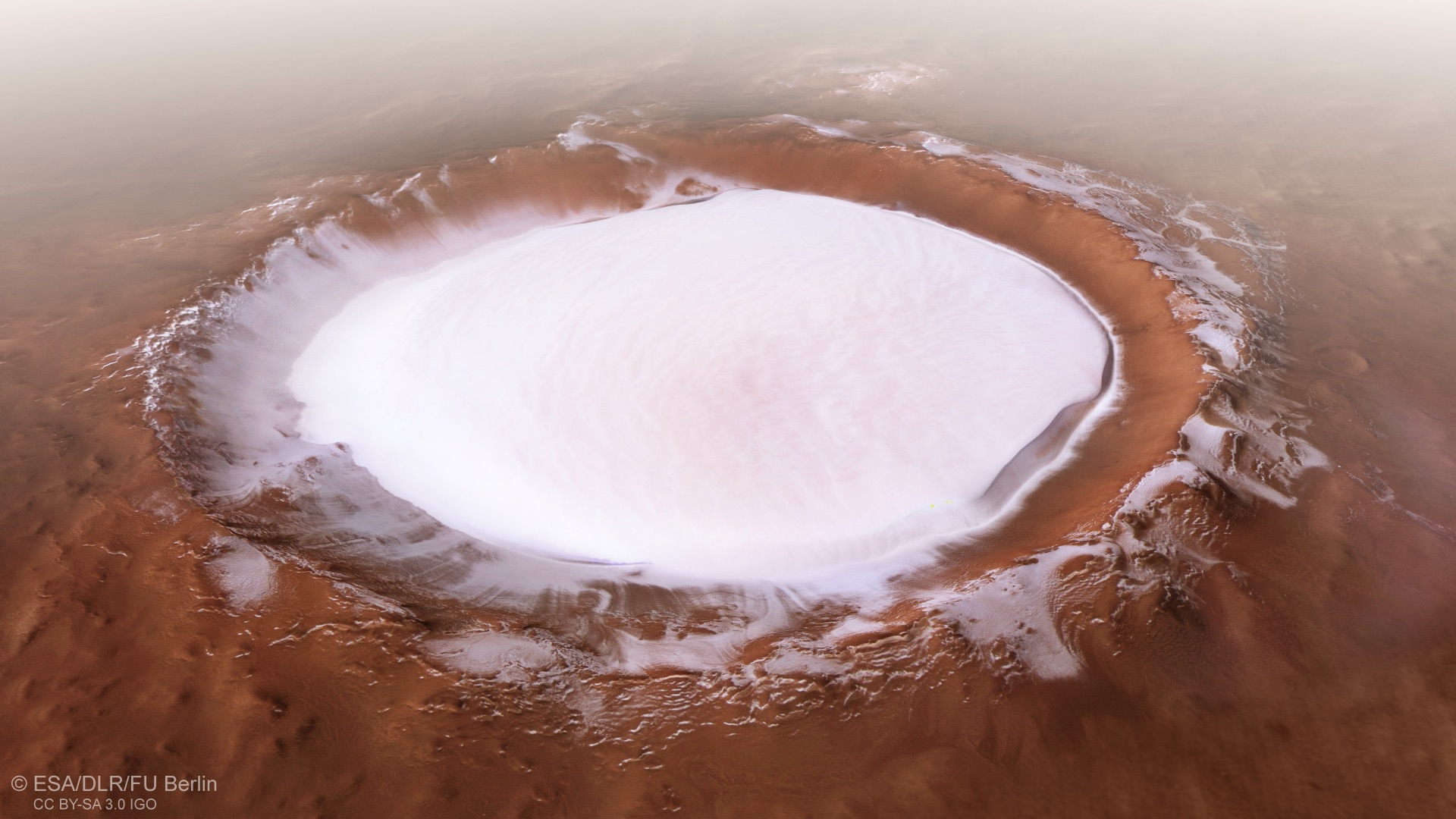
Variante : Korolev (cratère martien).

Ce monticule de glace est déterminé comme étant similaire en texture et en composition à la calotte polaire martienne nord, avec d'importantes fluctuations saisonnières de taille, entre l'automne et l'été martien. Il permet l'étude de l'eau sur Mars, du climat de Mars, et de la vie sur Mars, dans la perspective future éventuelle d'habitat sur Mars.

## Similitude
Ce cratère présente des similitudes avec le cratère Korolev.